# Aajuitsup Tasia
L'Aajuitsup Tasia è un lago della Groenlandia.  Si trova sul territorio del comune di Qeqqata.